# Arthur Waley
Arthur David Waley, születési nevén Arthur David Schloss (Royal Tunbridge Wells, 1889. augusztus 19. – London, 1966. június 27.; kínai neve pinjin hangsúlyjelekkel: Yàsè Wěilì; magyar népszerű: Ja-szö Vej-li; hagyományos kínai: 亞瑟・偉利; egyszerűsített kínai: 亚瑟・伟利; japánul: アーサー・ウェイリ, átírásban: Āsā Weiri) brit orientalista, sinológus, japanológus, műfordító.

## Élete, munkássága
Arthur Waley askenázi zsidó származású család gyermekeként született 1889-ben. Tanulmányait a warwickshire-i Rugby Schoolban kezdte, majd 1907-től a cambridge-i King’s College hallgatója lett, ahol klasszika filológiát tanult. Tanulmányait azonban szemproblémái miatt 1910-ben kénytelen volt megszakítani. 1913-ban kinevezték a British Museum keleti nyomtatványok és kéziratok részlegéhez asszisztensnek. Itt a költő és tudós Laurence Binyon (1869–1943) biztatására, leginkább önmagára hagyatkozva megtanult klasszikus kínaiul és klasszikus japánul olvasni, elsősorban azért, hogy hatékonyabban tudjon részt venni a múzeum gyűjteményének katalogizálásában. Annak ellenére, hogy Waley kiváló szakértője lett e két klasszikus nyelvnek, soha nem tanult meg modern kínaiul vagy japánul beszélni, sőt soha életében nem járt a Távol-Keleten sem.
1914-ben, az első világháború kitörésekor változtatta meg a németes hangzású családnevét Schlossról Waley-re.
Waley 1929-ben hagyott fel múzeumi munkájával, hogy kizárólag az irodalomnak, az írásnak és fordításnak szentelhesse magát. A második világháború idején négy évig egy minisztériumban dolgozott, de ezt leszámítva soha nem helyezkedett el főállásban sehol sem. Amikor annak ellenére, hogy tudományos háttérrel nem rendelkezett mégis neki ajánlották fel a Cambridge-ben megalapítandó kínai tanszék vezetését, ő e szavakkal utasította vissza: „inkább meghalok”.
Ezra Poundnak köszönhetően első fordításai a The Little Review irodalmi lapban jelentek meg. Első jelentős munkája a százhetven kínai vers angol műfordítását tartalmazó kötete volt 1918-ban. Ekkortól kezdve egészen haláláig rendszeresen jelentek meg a japánból, kínaiból fordított szépirodalmi művei, valamint tanulmánykötetei. Egyik könyve előszavában azt írta, hogy a klasszikus japán és kínai nyelv mellett az ainuval, a mongollal, a héberrel és a szírrel is elboldogult.
1950-ben a híres Tang-kori költőről, Po Csü-jiről írt monográfiájáért Stanislas Julien-díjjal jutalmazták.
A rákban szenvedő betegként semmilyen gyógyszerrel nem volt hajlandó enyhíteni fájdalmait. Ágyban fekve, Haydn vonósnégyesét hallgatva, kedvenc verseit olvasva hunyt el 1966. június 27-én, Londonban.

## Főbb művei

### Fordításai
- A Hundred and Seventy Chinese Poems, 1918
- More Translations from the Chinese (Alfred A. Knopf, New York, 1919)
- Japanese Poetry: The Uta, 1919
- The Nō Plays of Japan, 1921
- The Temple and Other Poems, 1923
- The Tale of Genji, by Lady Murasaki, 1925–1933
- The Pillow Book of Sei Shōnagon, 1928
- The Way and its Power: A Study of the Tao Te Ching and its Place in Chinese Thought, 1934
- The Book of Songs, 1937
- The Analects of Confucius, 1938
- Three Ways of Thought in Ancient China, 1939
- Translations from the Chinese, 1941
- Monkey, 1942
- Chinese Poems, 1946
- The Nine Songs: A Study of Shamanism in Ancient China, 1955
- Yuan Mei: Eighteenth-Century Chinese Poet, 1956
- Ballads and Stories from Tun-Huang, 1960

### Önálló művei
- Introduction to the Study of Chinese Painting, 1923
- The Life and Times of Po Chü-I, 1949
- The Poetry and Career of Li Po, 1950
- The Real Tripitaka and Other Pieces, 1952
- The Opium War through Chinese Eyes, 1958
- The Secret History of the Mongols, 1963

## Fordítás
- Ez a szócikk részben vagy egészben  az   Arthur Waley című angol Wikipédia-szócikk ezen változatának fordításán alapul.  Az eredeti cikk szerkesztőit annak laptörténete sorolja fel. Ez a jelzés csupán a megfogalmazás eredetét és a szerzői jogokat jelzi, nem szolgál a cikkben szereplő információk forrásmegjelöléseként.

1. ↑  Orienting Arthur Waley : Japonisme, Orientalism and the creation of Japanese literature in English pp. 12